# Junkers L 5
Der Junkers L 5 war ein flüssigkeitsgekühlter Sechszylinder-Flugmotor mit 22,9 Litern Hubraum, den die Junkers Motorenbau GmbH ab 1925 als Lizenzbau des BMW IV fertigte. Er war Nachfolger des hubraumkleineren Junkers L 2 von 1924, der wiederum auf dem BMW IIIa beruhte.

## Geschichte
Professor Hugo Junkers entschloss sich Anfang der 1920er-Jahre aufgrund der steigenden Nachfrage nach Flugmotoren eine eigene Motorenfertigung aufzunehmen. Erfahrungen im Großmotorenbau waren vorhanden; die Junkers Motorenbau GmbH (Jumo) wurde 1923 gegründet. Bis dahin waren alle Flugzeuge der Junkers Flugzeugwerke AG mit Motoren von BMW, DMG, Siemens & Halske und Armstrong-Siddeley ausgerüstet worden. Die ersten Prüfläufe wurden 1924 durchgeführt und im August 1925 erhielt der L 5 in der Ausführung mit 228 kW (310 PS) die Zulassung. Es wurden über 1000 Stück mit unterschiedlichen Verdichtungsverhältnissen von 5,0:1 bis 7,0:1 produziert, wobei der L 5G für Kraftstoff mit 80 Oktan die meistgebaute Variante war. Der L 5 wurde 1927 zum Zwölfzylinder-V-Motor L 55 weiterentwickelt.

## Konstruktion
Es handelt sich um einen wassergekühlten Sechszylinder-Reihenmotor. Das Kurbelgehäuse aus einer Aluminiumlegierung ist horizontal geteilt. Die Kurbelwelle besteht aus Grauguss, als Kurbelwellenlager kommen sieben Gleitlager zum Einsatz. Die gusseisernen Zylinder sind einzeln auf dem Kurbelgehäuse angeordnet und verfügen über aufgeschweißte Mäntel aus Stahlblech für die Wasserkühlung. Die Kolben besitzen je drei Kolbenringe. Die obenliegende Nockenwelle (OHC-Ventilsteuerung) wird von einer Königswelle angetrieben. Die hängenden Ventile werden durch Rollenkipphebel betätigt. 
Für die Gemischbildung sorgt ein einzelner Vergaser. Die Doppelzündanlage (zwei Zündkerzen je Zylinder) besteht aus zwei Bosch-Magnetzündern. Die Zündfolge ist: 1–5–3–6–2–4. Die Druckumlaufschmierung wird mit einer Kolben-Ölpumpe aufrechterhalten. Eine Kühlwasserpumpe wälzt das Kühlmittel um.

## Verwendung
Der Junkers L 5 wurde bei einer Reihe von Flugzeugen als Antrieb verwendet. Insbesondere kam er auch bei Prototypen und Rekordflügen zum Einsatz.

### Einsatz in Junkers-Flugzeugen

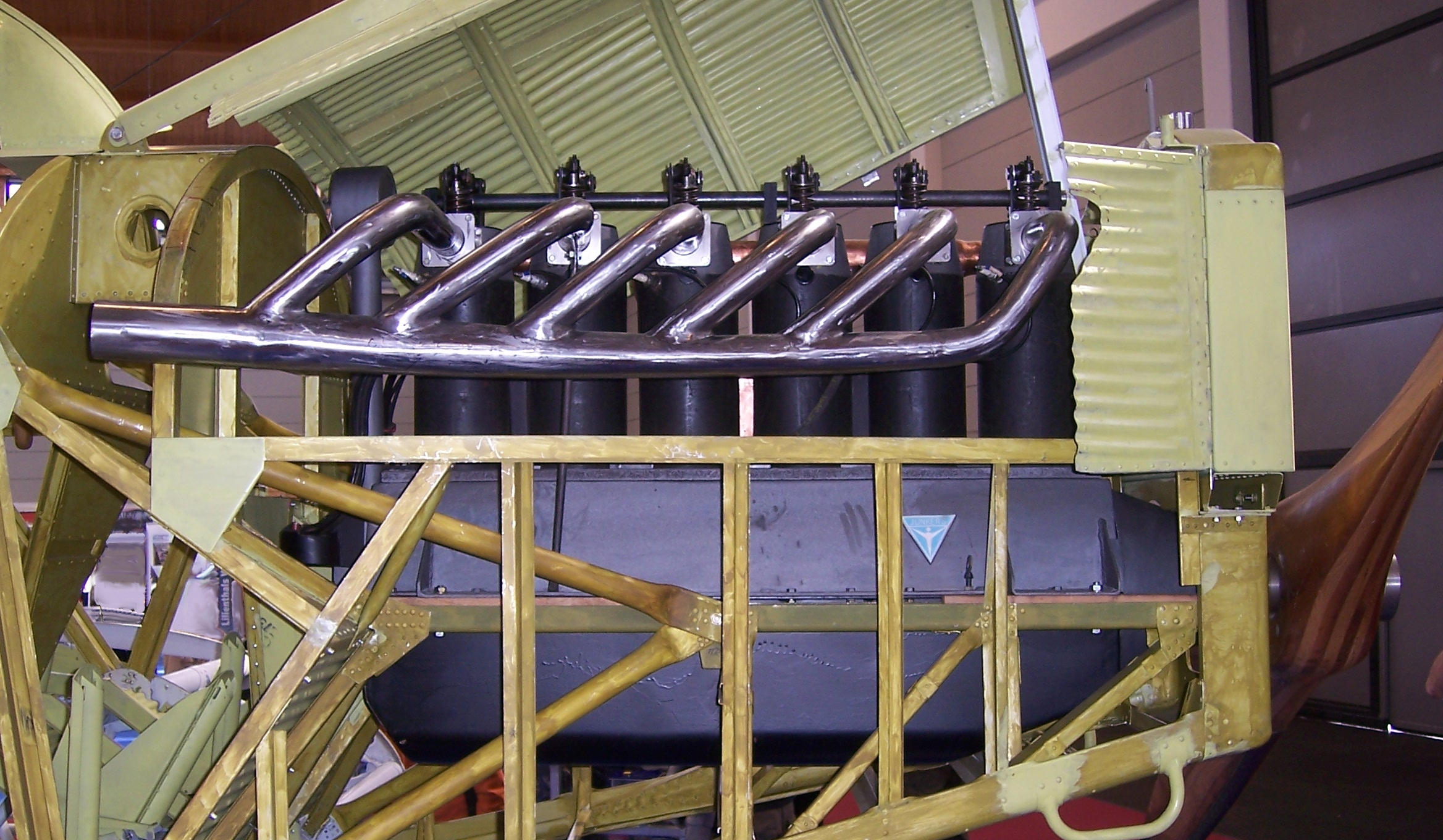
Nachbau einer Junkers F 13 mit L-5-Attrappe.

- Junkers F 13
- Junkers A 20
- Junkers A 35
- Junkers G 23
- Junkers G 24
- Junkers K 30
- Junkers G 31
- Junkers W 33

### Einsatz bei weiteren Flugzeugtypen
- Albatros L 73
- Albatros L 75
- Caspar C 32
- Focke-Wulf A 32
- Heinkel He 42
- Heinkel HD 24
- Heinkel He 50
- Messerschmitt M24
- Rohrbach Ro VIII

## Technische Daten

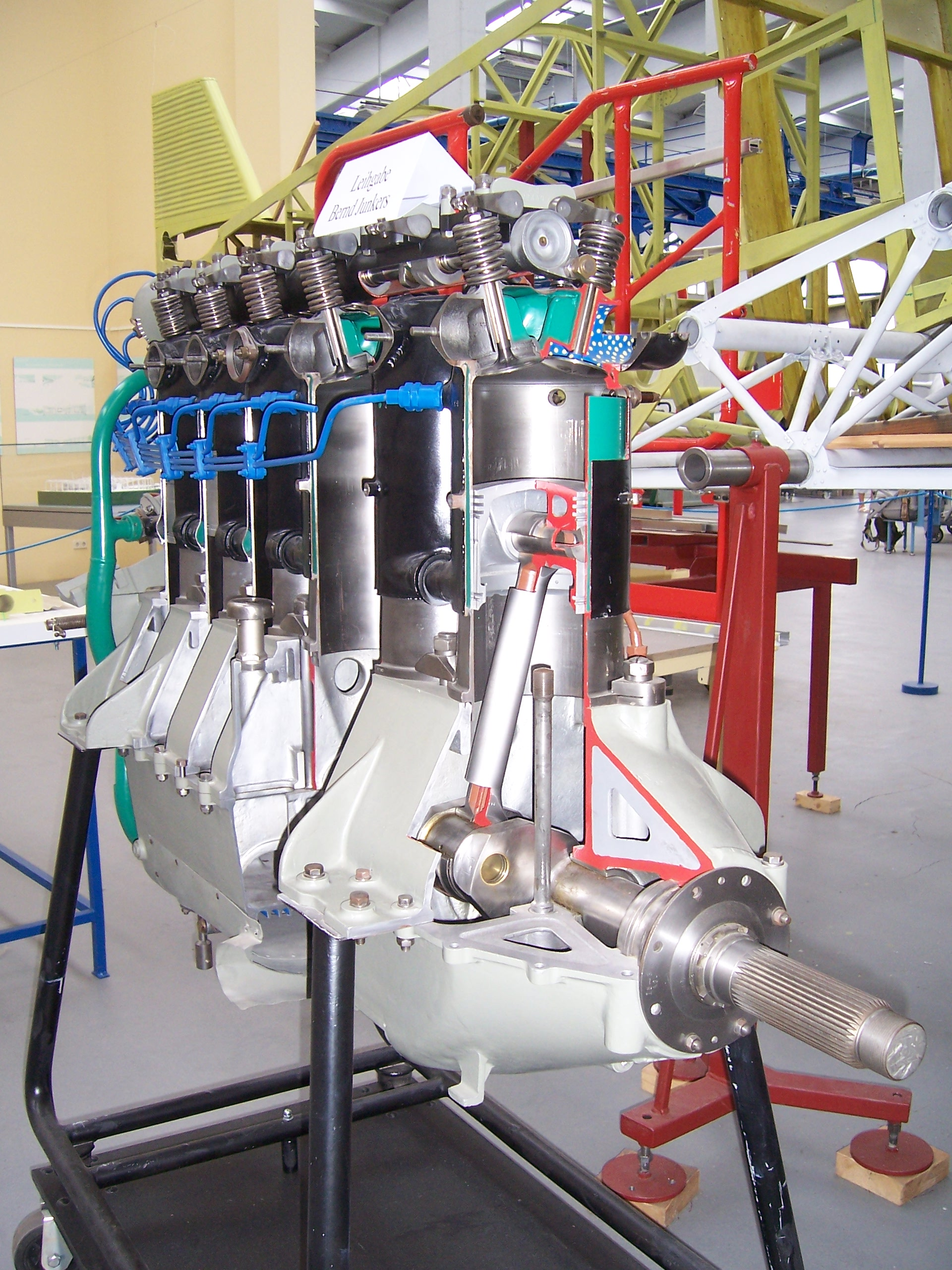
Junkers L5 im Technikmuseum Hugo Junkers in Dessau.

| Kenngrößen                              | Daten des Jumo L 5 | Daten des Jumo L 5G                                                                                                   | Daten des Jumo L 5Ga                                                                                                  |
| --------------------------------------- | --- | --- | --- |
| Hersteller                              | Junkers Motorenbau GmbH                                                                                               | Junkers Motorenbau GmbH                                                                                               | Junkers Motorenbau GmbH                                                                                               |
| Baujahr                                 | 1925 | 1928 | 1930 |
| Typ                                     | wassergekühlter Sechszylinder-Viertakt-Reihenmotor, stehend (Kurbelwelle unten), ohne Aufladung                       | wassergekühlter Sechszylinder-Viertakt-Reihenmotor, stehend (Kurbelwelle unten), ohne Aufladung                       | wassergekühlter Sechszylinder-Viertakt-Reihenmotor, stehend (Kurbelwelle unten), ohne Aufladung                       |
| Ventilsteuerung                         | eine obenliegende Nockenwelle (OHC), über eine Königswelle von der Kurbelwelle angetrieben, zwei Ventile pro Zylinder | eine obenliegende Nockenwelle (OHC), über eine Königswelle von der Kurbelwelle angetrieben, zwei Ventile pro Zylinder | eine obenliegende Nockenwelle (OHC), über eine Königswelle von der Kurbelwelle angetrieben, zwei Ventile pro Zylinder |
| Bohrung                                 | 160 mm | 160 mm | 160 mm |
| Hub                                     | 190 mm | 190 mm | 190 mm |
| Hubraum                                 | 22,92 l | 22,92 l | 22,92 l |
| Verdichtungsverhältnis                  | 5,5 : 1 | 5,5 : 1 | 7 : 1 |
| Länge                                   | 1750 mm | 1800 mm | 1800 mm |
| Breite                                  | 650 mm | 650 mm | 650 mm |
| Höhe                                    | 1265 mm | 1215 mm | 1215 mm |
| Trockengewicht                          | 326 kg | 342 kg | 344 kg |
| Startleistung                           | 320 PS (ca. 240 kW) bei 1450 min−1                                                                                    | 380 PS (ca. 280 kW) bei 1900 min−1                                                                                    | 425 PS (ca. 310 kW) bei 1900 min−1                                                                                    |
| Kampf- und Steigleistung                | 320 PS (ca. 240 kW) bei 1450 min−1                                                                                    | 380 PS (ca. 280 kW) bei 1900 min−1                                                                                    | 425 PS (ca. 310 kW) bei 1900 min−1                                                                                    |
| Nennleistung am Boden                   | 310 PS (ca. 230 kW) bei 1400 min−1                                                                                    | 340 PS (ca. 250 kW) bei 1700 min−1                                                                                    | 380 PS (ca. 280 kW) bei 1700 min−1                                                                                    |
| Dauerleistung in Bodennähe              | 280 PS (ca. 210 kW) bei 1340 min−1                                                                                    | 280 PS (ca. 210 kW) bei 1600 min−1                                                                                    | 380 PS (ca. 280 kW) bei 1600 min−1                                                                                    |
| Gewichtsbezogene Leistung               | | 1 PS/kg (0,73 kW/kg)                                                                                                  | |
| Masse-Leistungs-Verhältnis              | | 1,376 kg/kW | |
| Kraftstoffverbrauch bei Dauerleistung   | 230 g/PSh | 235 g/PSh | 230 g/PSh |
| Schmierstoffverbrauch bei Dauerleistung | 10 g/PSh | 10 g/PSh | 12 g/PSh |

## Versionen
- L 5
- L 5G - weiterentwickelter L 5 mit hydraulischem Vibrationsdämpfer
- L5 Ga
- L5 Z